# Cầu dây Inca
Cầu dây Inca là cây cầu treo đơn giản bắc qua các hẻm núi, cung cấp con đường đi lại trên núi của người Inca. Cầu loại hình này rất hữu ích vì người Inca không sử dụng ròng rọc vận chuyển người và gia súc qua các hẻm núi một cách khó khăn nữa. Những cây cầu là một phần không thể thiếu trên hệ thống đường Inca và là một ví dụ nổi bật về đổi mới kỹ thuật của người Inca. Hệ thống tuyến đường và các cây cầu dây này sử dụng bởi những người đưa tin Chasqui giúp thông tin liên lạc của đế chế Inca được thông suốt.

## Xây dựng
Người Inca sử dụng sợi tự nhiên là các loài thực vật địa phương để xây dựng cây cầu. Những sợi này được bện với nhau tạo thành một sợi dây thừng đủ cứng và được gia cố bằng gỗ tạo ra một tầng cáp. Mỗi bên sợi cáp tự nhiên này sau đó đã được gắn vào đá trên mỗi bên của hẻm núi và liên kết hai sợi này với nhau bằng sợi lớn hơn. Hai dây phía trên có tác dụng giống như lan can, còn những dây ở dưới giống như là mặt cầu. Các sợi cáp hỗ trợ của cầu đã được tết vào những sợi cáp chính để giúp cây cầu cứng cáp hơn. Hệ thống đa cấu trúc này đủ chắc khỏe để thực hiện ngay cả việc người Tây Ban Nha dắt ngựa khi qua cây cầu. Thiết kế tự nhiên chùng xuống ở giữa.
Cây cầu có tuổi thọ không cao nên những người dân địa phương phải làm lại hoặc sửa chữa cây cầu hàng năm  giống như là một phần nghĩa vụ dịch vụ công cộng của họ, mit'a. Trong một số trường hợp, những nông dân địa phương có nhiệm vụ duy nhất là bảo trì và sửa chữa các cây cầu để các con đường Inca có thể tiếp tục hoạt động thông suốt.
Sửa chữa các cây cầu rất nguy hiểm, đến mức độ mà những người thực hiện việc sửa chữa thường xuyên phải đối mặt với cái chết cận kề.

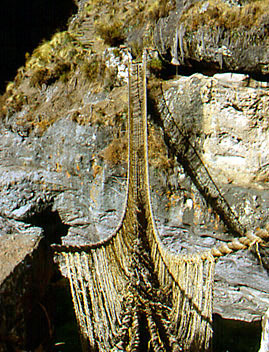
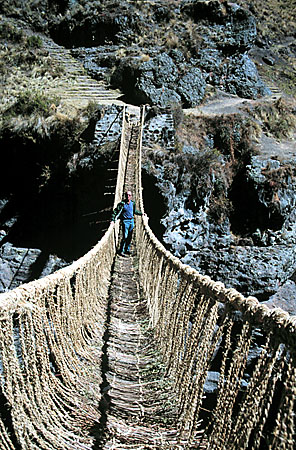
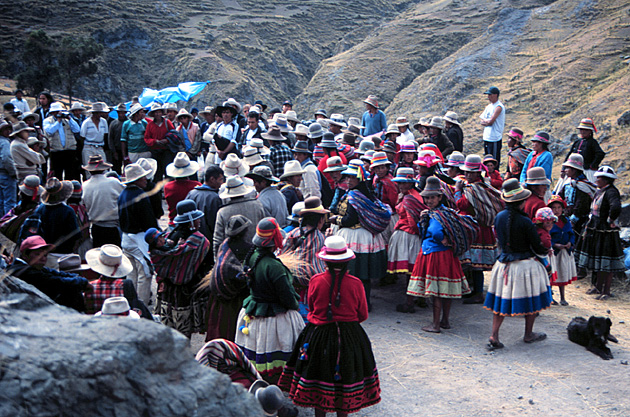
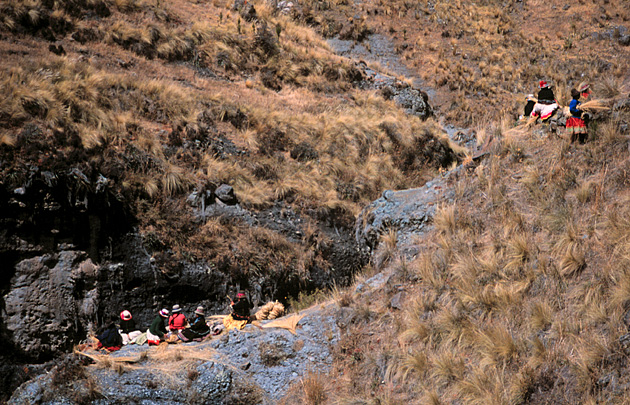
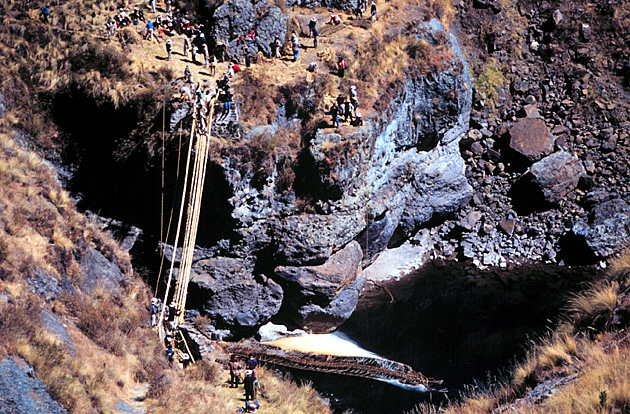
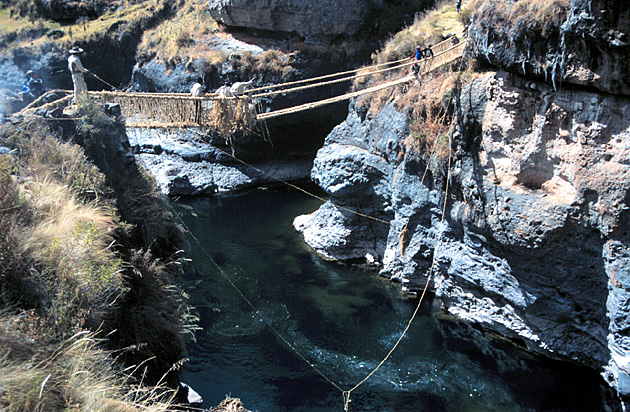
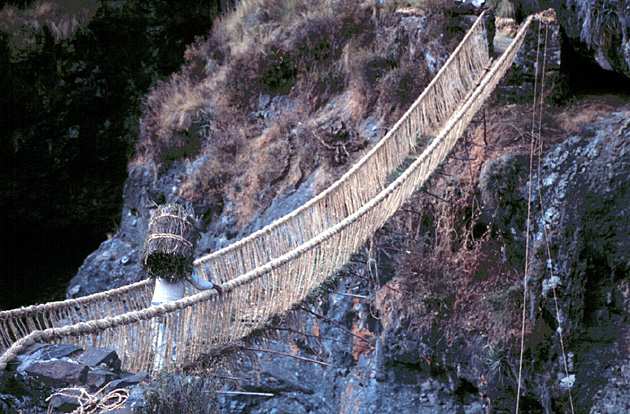
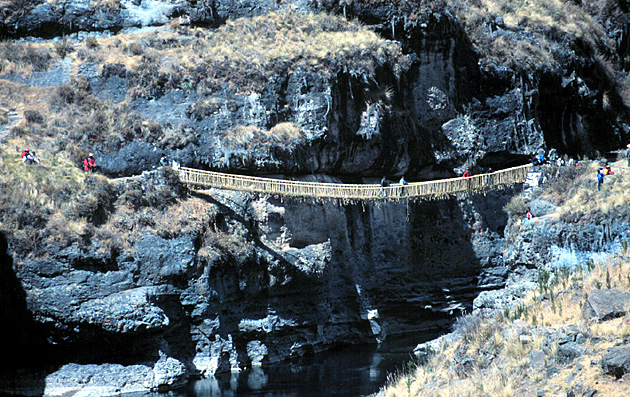
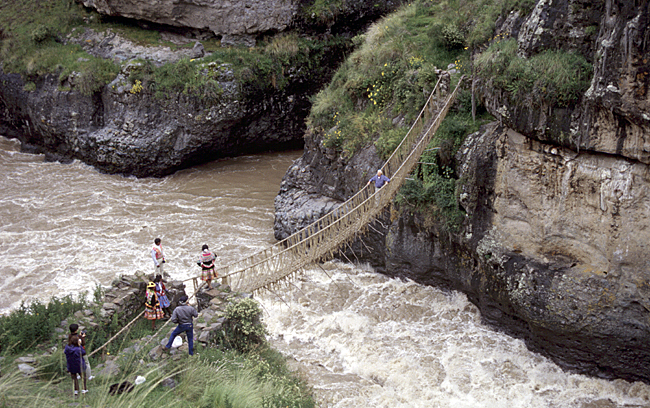